# Пік Гюйгенса
Пік Гюйгенса (англ. Mons Huygens) — найвища вершина на Місяці. Його найвища точка розташована близько 5,5 км над рівнем Моря Дощів, на краю якої він розташований. Він входить до гірської системи місячних Апеннін. Хоча це найвища гора на Місяці, це не найвіддаленіша від центру місяця точка на місячній поверхні (найвища знаходиться на зовнішній частині кратера Енгельгардта). Як і решта частина гірської системи Апеннін він утворився імпактний способом, а не завдяки тектоніці або вулканізму, як більшість гір землі. Гора була названа у 1961 році на честь нідерландського астронома, математика і фізика Христіана Гюйгенса.